# الكسندر كراتشفيلد
الكسندر كراتشفيلد (بالإنجليزية: Alexander Crutchfield)‏ هو خبير مالي أمريكي، ولد في 12 ديسمبر 1958 في توسان في الولايات المتحدة.